# George Abecassis
 George Abecassis (21. března 1913 Chertsey – 18. prosince 1991 Ibstone) byl britský automobilový závodník.

## Biografie
Ačkoli je toto jméno pro mnohé milovníky automobilového sportu poměrně neznámé, George Abecassis se stal významnou postavou britského průmyslu a automobilismu. Tuto poctu si zasloužil nejen tím, že zvítězil v posledním předválečném a posléze i prvním poválečném závodě na území Velké Británie.
Abecassis začal závodit v roce 1935 na upraveném voze Austin Seven, ale jméno si u Britského královského autoklubu vydobyl až v letech 1938 a 1939, kdy jezdil s vozem Alta. Během války byl pilotem královského letectva (Royal Air Force), později, už jako zkušený pilot, se stal členem tajné služby Moon Squadrons, která operovala především na území Francie ve službách Lysander aircraft.
Hned po skončení války znovu usedá do kokpitu závodního vozu, opět je to značka Alta. Tentokrát není jen ve funkci pilota, ale uplatňuje své bohaté technické zkušenosti při vývoji nového vozu Alta Grand Prix (GP1), který měl svou premiéru v roce 1948 při British Empire Trophy. Hned v úvodu této sportovní události, vůz řízený Georgem demonstroval svou rychlost, ale taky značnou nespolehlivost. Dříve než mohl dokončit druhé kolo, odstoupil pro poruchu převodovky. Život mladého George plyne nejen na závodních okruzích. Stává se partnerem Johna Heatha a spolumajitelem Hersham and Walton Motors Ltd. Tato společnost začala vyrábět vozy HWM s motory Alta a byly to právě tyto vozy, s nimiž se Abecassis zúčastnil Velké ceny Švýcarska 1951. Příliš se mu nevedlo, v tréninku je téměř o půl minuty pomalejší než Alfy Romeo a tak startuje z předposledního místa. Ani v závodě samotném se mu nijak zvlášť dobře nevede a 24 kolo definitivně pohřbí všechny naděje na lepší umístění. Druhý HWM 51, pilotovaný Stirlingem Mossem dokázal dojet na slušném 8 místě. O rok později se znovu pokouší prosadit na stejné trati, tentokrát v novém HWM 52, ale ani 10. místo na startu nestačilo na dobré umístění. Ani jeden ze čtyř vozů HWM nedokončil závod. Mnohem větších úspěchů dosahuje při závodech sportovních vozů. V roce 1950 zvítězil s vozem Aston Martin ve slavném závodě v Le Mans. O dva roky později, společně s Reg Parnellem obsazují druhé místo v závodě 12 hodin v Sebringu.
Zlom v jeho kariéře závodníka nastává v roce 1956, kdy při Mille Miglia zahynul jeho přítel John Heath. Abecassis zanevřel na závody a veškerou svou aktivitu soustředil na fungování společnosti HWM. Stal se dovozcem Facel Vega do Velké Británie, ale největší pomoci na poli automobilového průmyslu se mu dostalo až sňatkem s Angelou, dcerou sira Davida Browna, prezidenta automobilky Aston Martin.
George Abecassis si plnými doušky užíval svého stáří a zemřel v klidu svého domu v roce 1991 ve věku 78 let.

## Kompletní výsledky ve Formuli 1
| Legenda k tabulce | Legenda k tabulce                                                                       |
| Barva             | Výsledek                                                                                |
| ----------------- | --------------------------------------------------------------------------------------- |
| Zlatá             | Vítěz                                                                                   |
| Stříbrná          | 2. místo                                                                                |
| Bronzová          | 3. místo                                                                                |
| Zelená            | Bodované umístění                                                                       |
| Modrá             | Nebodované umístění                                                                     |
| Modrá             | Dokončil neklasifikován (NC)                                                            |
| Fialová           | Odstoupil (Ret)                                                                         |
| Červená           | Nekvalifikoval se (DNQ)                                                                 |
| Červená           | Nepředkvalifikoval se (DNPQ)                                                            |
| Černá             | Diskvalifikován (DSQ)                                                                   |
| Bílá              | Nestartoval (DNS)                                                                       |
| Bílá              | Závod zrušen (C)                                                                        |
| Světle modrá      | Pouze trénoval (PO)                                                                     |
| Světle modrá      | Páteční testovací jezdec (TD)                                                           |
| Bez barvy         | Netrénoval (DNP)                                                                        |
| Bez barvy         | Vyřazen (EX)                                                                            |
| Bez barvy         | Nepřijel (DNA)                                                                          |
| Bez barvy         | Odvolal účast (WD)                                                                      |
| Bez barvy         | Nezúčastnil se (prázdné)                                                                |
| Označení          | Význam                                                                                  |
| Tučnost           | Pole position                                                                           |
| Kurzíva           | Nejrychlejší kolo                                                                       |
| †                 | Jezdec nedojel do cíle, ale byl klasifikován, protože odjel více než 90 % délky závodu. |
| ‡                 | Byl udělován poloviční počet bodů, protože bylo odjeto méně než 75 % délky závodu.      |
| Horní index       | Umístění bodujících jezdců ve sprintu                                                   |

| Rok  | Tým           | Šasi | Motor   | 1       | 2   | 3   | 4   | 5   | 6   | 7   | 8   | Body | Umístění |
| ---- | ------------- | ---- | ------- | ------- | --- | --- | --- | --- | --- | --- | --- | ---- | -------- |
| 1951 | HW Motors Ltd | HWM  | Alta L4 | SUI Ret | 500 | BEL | FRA | GBR | GER | ITA | ESP | 0    | —        |
| 1952 | HW Motors Ltd | HWM  | Alta L4 | SUI Ret | 500 | BEL | FRA | GBR | GER | NED | ITA | 0    | —        |

## Závody F1 nezapočítávané do MS
| Rok  | Grand Prix                        | Okruh        | Vůz                | Pozice    | Výsledky |
| ---- | --------------------------------- | ------------ | ------------------ | --------- | -------- |
| 1938 | Grand Prix Crystal Palace         | -            | Alta 12/50         | 2. místo  | Výsledky |
| 1938 | Grand Prix Imperial               | -            | Alta 12/50         | 2. místo  | Výsledky |
| 1939 | Grand Prix Imperial               | -            | Alta 12/50         | 1. místo  | Výsledky |
| 1946 | Grand Prix Národů                 | Ženeva       | Alta GP            | Odstoupil | Výsledky |
| 1947 | J.C.C. Jersey Road Street         | Saint Helier | ERA A              | Odstoupil | Výsledky |
| 1947 | Grand Prix Caracalla F2           | Caracalla    | Cisitalia-Fiat D46 | 2. místo  | Výsledky |
| 1947 | British Empire Trophy             | Douglas      | ERA A              | Odstoupil | Výsledky |
| 1948 | J.C.C. Jersey Road Street         | Saint Helier | Maserati 6CM       | 2. místo  | Výsledky |
| 1948 | British Empire Trophy             | Douglas      | Alta GP            | Odstoupil | Výsledky |
| 1949 | Richmond Trophy                   | Goodwood     | Alta GP            | 6. místo  | Výsledky |
| 1949 | Grand Prix Velké Británie         | Silverstone  | Alta GP            | 7. místo  | Výsledky |
| 1949 | Grand Prix Francie                | Reims        | Alta GP            | Odstoupil | Výsledky |
| 1949 | Grand Prix Nizozemska             | Zandvoort    | Alta GP            | Odstoupil | Výsledky |
| 1949 | Madgwick Cup                      | Goodwood     | Alta GP            | 5. místo  | Výsledky |
| 1949 | III C. Petite Cyl.                | Reims        | Cooper-JAP         | Odstoupil | Výsledky |
| 1950 | Richmond Trophy                   | Goodwood     | HWM 50             | 6. místo  | Výsledky |
| 1950 | Grand Prix Paříže                 | Montlhery    | HWM 50             | Odstoupil | Výsledky |
| 1950 | Goodwood Trophy                   | Goodwood     | HWM 50             | Odstoupil | Výsledky |
| 1951 | Grand Prix Centenario Colombia F2 | Janov        | HWM 51             | 5. místo  | Výsledky |
| 1951 | Winfield Cup F2                   | Winfield     | HWM 51             | 2. místo  | Výsledky |
| 1952 | Richmond Trophy                   | Goodwood     | HWM 51             | 4. místo  | Výsledky |
| 1952 | Lavant Cup                        | Goodwood     | HWM 52             | Odstoupil | Výsledky |
| 1952 | Ibsley                            | New Forest   | HWM 52             | 2. místo  | Výsledky |
| 1952 | BRDC International Trophy         | Silverstone  | HWM 52             | DNQ       | Výsledky |

## 24 hodin Le Mans
| Rok  | Kategorie | Tým               | Vůz               | Motor                | Spolujezdec        | Umístění                |
| 1950 | S 3.0     | Aston Martin Ltd. | Aston Martin DB2  | Aston Martin 2.6L I6 | Lance Macklin      | 1. místo (5. absolutně) |
| 1951 | S 3.0     | Aston Martin Ltd. | Aston Martin DB2  | Aston Martin 2.6L I6 | Brian Shawe-Taylor | 2. místo (5. absolutně) |
| 1953 | S 3.0     | Aston Martin Ltd. | Aston Martin DB3S | Aston Martin 2.9L I6 | Roy Salvadori      | nedokončil              |